# DVI (TeX)
DVI (від англ. DeVice Independent — апаратно незалежний) — формат вихідних файлів видавничої системи TEX. Для генерації файлів у форматі DVI використовуються текстові файли на мові TEX, але на відміну від них файли DVI не пристосовані для читання людиною; вони містять двійкові дані.
Винайдено у 1979 році Девідом Фачсом.
DVI відрізняється від PostScript і PDF у тому, що не підтримує вбудованих шрифтів.

## Програми для перегляду DVI файлів
- xdvi [Архівовано 14 травня 2011 у Wayback Machine.], працює в середовищі X Window System на більшості UNIX-сумісних платформам;
- xdvik [Архівовано 19 травня 2011 у Wayback Machine.], покращений варіант xdvi;
- Evince, входить до складу GNOME; крім DVI підтримує формати PDF, PostScript, DjVu та TIFF.
- Okular, універсальний переглядач документів, що входить до KDE.
- yap (входить до MiKTeX)